# Мастах 2-й
Мастах 2-й (рос. Мастах 2-й) — селище у Кобяйському улусі Республіки Сахи Російської Федерації.
Населення становить 41 особу. Належить до муніципального утворення Люччегинський 2-й наслег.

## Історія
Згідно із законом від 30 листопада 2004 року органом місцевого самоврядування є Люччегинський 2-й наслег.

## Населення
| 2002 | 2010 |
| ---- | ---- |
| 23   | ↗41  |